# Neolagenipora eximia
Neolagenipora eximia är en mossdjursart som först beskrevs av Walter Douglas Hincks 1860.  Neolagenipora eximia ingår i släktet Neolagenipora och familjen Romancheinidae. Inga underarter finns listade i Catalogue of Life.